# 尼古拉·塔雷津
尼古拉·弗拉基米罗维奇·塔雷津（俄语：Никола́й Влади́мирович Талы́зин；1929年1月28日—1991年1月23日））是苏共中央政治局候补委员，苏联国家计划委员会主席，苏联通信部部长，苏联部长会议第一副主席。1989年9月，由于改革未能产生承诺的结果，他与雷日科夫政府中的许多其他保守派一起被解雇，他被指责为放慢改革步伐。